# Groeve Onder de weg

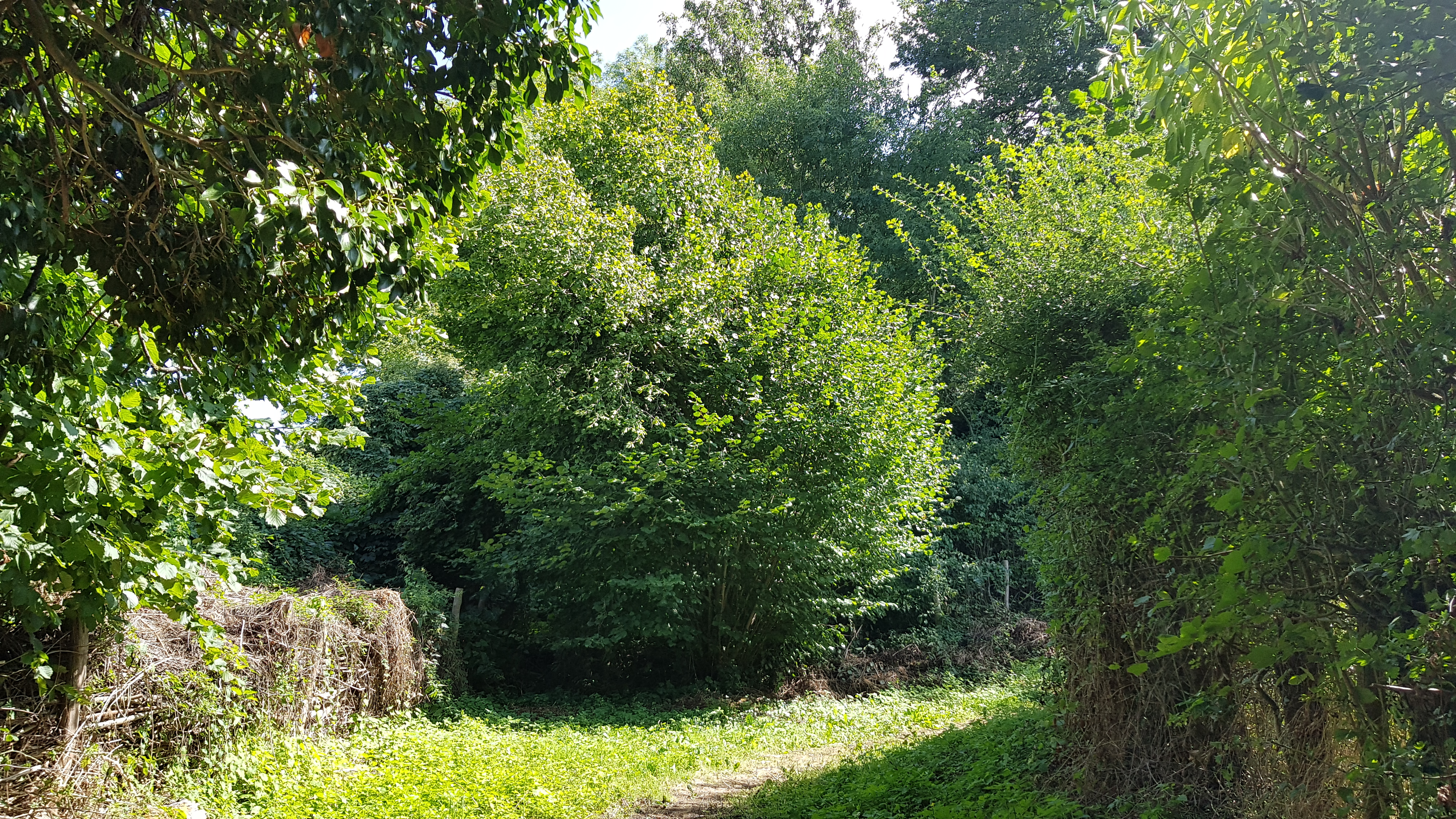
De plaats waar ooit de ingang was van de groeve

De Groeve Onder de weg is een Limburgse mergelgroeve in de Nederlandse gemeente Eijsden-Margraten. De ondergrondse groeve ligt ten noordoosten van Bemelen onder de straat Bemelerberg. De groeve ligt aan de westelijke rand van het Plateau van Margraten in de overgang naar het Maasdal. In de omgeving duikt het plateau een aantal meter steil naar beneden. De groeve ligt in het gebied van Bemelerberg & Schiepersberg.
Op ongeveer 300 meter naar het noordwesten ligt de Strooberggroeve (onder de Bemelerberg), op ongeveer 300 meter naar het noorden ligt de Winkelberggroeve, op ongeveer 350 meter naar het noordoosten ligt de Cluysberggroeve, op ongeveer 400 meter naar het oosten ligt de Gasthuisdelgroeve, op ongeveer 150 meter naar het zuidoosten ligt de Bemelerbosgroeve III en op ongeveer 200 meter naar het zuidwesten ligt de Bemelerbosgroeve I.

## Geschiedenis
De groeve werd door blokbrekers ontgonnen voor de winning van kalksteenblokken.
In 1961 werd de ingang van de groeve bedolven onder een vuilstort.

## Groeve
De Groeve Onder de weg was een kleine groeve. De ingang is niet meer toegankelijk.
De ingang van de groeve ligt op het terrein van Het Limburgs Landschap.